# Aigrefeuille
Aigrefeuille es una localidad y comuna francesa situada en el departamento de Alto Garona y la región de Mediodía-Pirineos, a  13 km al este de Toulouse, en los límites de la región natural del Lauragais, formando parte de la Troisième circonscription de la Haute-Garonne y cuyo señorío es mencionado por primera vez en el siglo XIV.
La base económica de la comuna es predominantemente agrícola, en particular de cereales, y ganadera.
Sus habitantes reciben el gentilicio en francés de Aigrefeuillois.

## Demografía
| 99 | 124 | 135 | 172 | 245 | 577 |
| Para los censos de 1962 a 1999 la población legal corresponde a la población sin duplicidades (Fuente: INSEE [Consultar]) |     |     |     |     |     |

## Lugares de interés
- El pasaje natural formado por las orillas del río Saune.
- La iglesia de la localidad, en particular una campana datada del siglo XVI.